# 巫賢
巫賢（？—？），生卒年不詳，中国商朝巫覡，巫咸兒子，辅佐第13代帝祖乙，使衰落的商朝復興。巫賢的巫字是祭祀神職者、巫师，賢是賢人的意思。祖乙在位遷都耿，就是巫贤劝说的。《史記·殷本纪》（司馬遷）：“帝祖乙立，殷复兴。巫贤任职。”